# Gorazd Zvonický
Gorazd Zvonický, właściwie Andrej Šándor (ur. 29 czerwca 1913 w Moczaranach, zm. 27 lipca 1995 w Rzymie) – słowacki poeta, ksiądz katolicki, misjonarz i tłumacz. Aresztowany w 1950, uciekł z obozu i przekroczył granicę.
Pochowany początkowo na cmentarzu Prima Porta w Rzymie. W 1996 jego szczątki przeniesiono na cmentarz miejski w Martinie.